# 国際教育交流協会
国際教育交流協会（こくさいきょういくこうりゅうきょうかい）とは、異文化の相互理解・親善交流の促進を目的とする教育交流団体。英称は「PIEE = Program of International Educational Exchange」。高校生の交換留学のサポートを中心に活動している。高留連（全国高校生留学・交流団体連絡協議会）の第1種会員である。

## 概要
ASSE(American Scandinavian Student Exchange)の日本事務所として、高校生交換留学をはじめ、高校生私費留学、大学・短期大学・語学留学、オペアプログラムなどのサポートを行っている。約25カ国と地域（2008年12月現在）との相互交流を持ち、1983年の設立以来、4,500名以上の交換留学生、8,000名以上の短期留学生を派遣している。

## 沿革
- 1983年 　国際教育交流協会（PIEE）設立。この前年にレーガン大統領により「国際青少年交流計画」が提唱される。
- 1986年 　PIEE NEWSLETTER創刊。
- 1988年 　PIEE留学生のホストブラザーやホストシスターを対象としたPIEE受入プログラムを開始。
- 1990年 　PIEEアラムナイ（OB/OG）会が正式に発足。PON（PIEE OB/OG NEWSLETTER）創刊。
- 1992年 　高留連発足、会員団体となる。ASSEグループに加わる。
- 1997年 　シンポジウム「探そう！留学してみたい国」をPIEEアラムナイと共催。以降、例年実施。
- 1998年 　創立15周年記念事業開催。
- 2000年 　PIEE父母の会 会報誌オアシス創刊。
- 2003年 　創立20周年記念事業開催。
- 2008年 　創立25周年記念事業開催。

## PIEEの役員
- 理事長：三木睦子　国連婦人会会長/アジア婦人友好協会会長/三木武夫元首相夫人
- 副理事長：井上雍雄　元桜美林大学国際学部教授
- 副理事長：福地利充　PIEE帰国生
- 専務理事：鈴木義弘　国際教育交流協会
- 理事：岩月和子　元（有）カルチャーショック代表
- 理事：立花桂　関東学院女子短期大学教授
- 理事：森きみよ　故初代理事長夫人
- 監事：窪井堯史　クボイビジネスアンドタックスソリューションズ代表/PIEE帰国生父母
- 監事：土屋東一　土屋東一法律事務所/PIEE帰国生父母

## ASSE
ASSE（American Scandinavian Student Exchange）は、第一次世界大戦を背景に、青少年の交流による世界平和のために1938年、スウェーデン及びフィンランド両国の文部省管轄非営利法人として発足した高校生の交換留学を主な業務とする団体。当初は主にスウェーデンとドイツの学生交換プログラムを行っていたが、第二次世界大戦後次第に活動の幅を広げ、1976年には加盟各国の活動を国際的に統括する本部がスウェーデンに、アメリカ合衆国においては英語圏の統括本部が設置され、加盟国は40カ国にのぼり世界有数の規模を持つ国際教育交流団体となった。PIEEは1997年よりJapan Officeとして高校生交換留学/受け入れ事業を行っている。

## プログラム
- 高校生交換留学プログラム

主にボランティアによって主に支えられている1年間の高校生交換留学
- 高校生私費留学プログラム

英語圏6か国（アメリカ、カナダ、イギリス、アイルランド、オーストラリア、ニュージーランド）の高校に1年間から卒業資格までの留学。
- 大学・短大・語学留学プログラム

アメリカの大学・短大への留学。
- 短期派遣プログラム

1週間から4週間程度の短期間、海外の一般家庭にホームステイをして異文化生活や学校生活を体験する。
- オペアプログラム

アメリカの一般家庭に1年間（最長2年間）滞在し、ホストファミリーの子どもの世話を手伝いながら、アメリカ生活を体験する。
- 受入プログラム

5ヶ月または10ヶ月間海外から高校生を受け入れる

## 交換留学における サポート
主にホストファミリー、ホストスクール、OB/OGなどのボランティアによって支えられている。留学の準備、留学前の語学研修、オリエンテーション、受け入れ先の選定、留学中のサポート、留学後の進路相談など留学後もサポートは続けられる。
留学中には地域ごとにエリアレップを中心となり定期的なミーティングが行われ、留学生同士の情報交換や相談などのいい機会となっている。また、年に数回それぞれの派遣国中のASSE留学生を対象としたオプショナルツアーが開催される。

## アラムナイ
PIEEによって留学したOB/OGは、OB/OG会として「PIEEアラムナイ」として活動している。アラムナイによる夏休みやクリスマスなどに開かれるイベントによって相互の交流を深めたり、進路・就職の相談をしたりしている。また、PIEEの説明会や・オリエンテーションもサポートしている。特にオリエンテーション当日のプログラムはアラムナイによって主に進められ、留学生2～3名に対して1人のOB/OGがつき、留学へのアドバイスを行っている。
2005年までは東京、大阪の2箇所での活動であったが、現在は全国6箇所（関東、東海、関西、中国、九州、沖縄）に支部が設けられ、地方のOB/OGでも活動に参加できるようになった。

## 父母の会
留学生の父母を中心として活動している。年2回開かれる保護者オリエンテーションなどによって、これから生徒を送り出す保護者や、留学期間中の保護者へのサポートを行っている。また、会報誌「オアシス」を年2回発行している。

## 交流国
ヨーロッパ方面に比較的強く、イギリス、フィンランドとは特に交流が多い。
北米
アメリカ、カナダ（英語圏・フランス語圏）、
中南米
メキシコ、ブラジル
ヨーロッパ
イギリス、アイルランド、フランス、ドイツ、イタリア、オランダ、スウェーデン、フィンランド、ノルウェー、エストニア、チェコ、デンマーク、ポルトガル、トルコ、スロバキア、ルーマニア、スイス、ポーランド、アイスランド
アジア
大韓民国、中国、台湾、タイ王国、モンゴル
オセアニア
オーストラリア、ニュージーランド
アフリカ
南アフリカ

## 奨学金制度
より多くの人に留学の門戸を広げるため、独自の奨学金制度を行っている。
- 三木武夫国際記念基金奨学金制度
- PIEE留学生特別報奨制度
- 三木睦子オペア奨学金

## 留学後の進路
帰国生を対象に帰国後オリエンテーションを行い、その後の進路についてOB/OGが相談会を行っている。留学したことによって有利となる入試情報や留学が生かせる大学や就職先を紹介している。立命館アジア太平洋大学(APU)には特別推薦制度があり、PIEEで交換留学し一定の規定基準に達している生徒は特別推薦制度で入学することができる。

## OB/OG(帰国生)
- 小林麻耶（アナウンサー）
- バーゲルルミ（アナウンサー）
- 久保亜美香（アニメクリエイター）